# У Чунь-фен
У Чунь-фен (2 грудня 1990) — тайванський плавець. Учасник Чемпіонату світу з водних видів спорту 2017, де в попередніх запливах на дистанції 50 метрів брасом посів 46-те місце і не потрапив до півфіналів.